# Корнеліс ван Ставерен
Корнеліс ван Ставерен (нід. Cornelis van Staveren, 14 червня 1889 — 10 квітня 1982) — нідерландський яхтсмен.
Срібний призер Олімпійських Ігор 1928 року в класі 8 метрів.